# Port de Tacoma
Pour la chanson, voir Hugues Aufray#Autres.
Le port de Tacoma est situé à Tacoma dans la banlieue sud de Seattle. 6e plus grand port à conteneurs d'Amérique du Nord, il est un des ports principaux de la côte ouest des États-Unis. Il a été créé le 5 novembre 1918.